# بوئینگ ان‌سی-۱۳۵
بوئینگ ان‌سی-۱۳۵ (به انگلیسی: Boeing NC-135) یک هواپیمای ساختِ بوئینگ در کشور ایالات متحده آمریکا است. نخستین استفاده‌کنندهٔ این هواپیما نیروی هوایی ایالات متحده آمریکا بوده‌است.